# Beverley Craven (álbum)
Beverley Craven es el álbum debut de la cantante británica Beverley Craven, que fue lanzado en julio de 1990 en el Reino Unido. Todas las canciones del álbum fueron escritas por la misma Craven.

## Grabación
Craven firmó con Epic Records en 1988, e inicialmente grabó el disco con el productor estadounidense Stewart Levine (famoso por haber trabajado con Simply Red). Los primeros resultados, sin embargo, no fueron del gusto de ella y, bajo el acuerdo con su compañía discográfica, Craven comenzó desde cero a trabajar con Paul Samwell-Smith, quien finalmente produjo el álbum completo. La producción de sus canciones hechas por Levine fueron posteriormente lanzadas como lados b de algunos de los sencillos publicados, bajo la discográfica West Coast Version.
Lanzado en julio de 1990, el disco fue inicialmente un fracaso en el Reino Unido, luego de que sus sencillos y el mismo álbum no ingresaran en las listas de éxitos. Sin embargo, ella encontró más éxito a lo largo de Europa en 1990 e inició una gira por dicho continente para apoyar el lanzamiento. Craven realizó su primera gira en el Reino Unido a comienzos de 1991, el que se convirtió en un éxito. En abril de 1991, la versión original del sencillo principal "Promise Me" fue relanzado, y esta vez fue fuertemente promocionado. Apariciones en la televisión británica la llevó a la constante promoción de la canción y consecuentemente, alcanzó el puesto #3 en el Reino Unido en mayo de 1991, convirtiéndose en su sencillo más exitoso.
Detrás del éxito del sencillo, el álbum volvió a ingresar en las listas de éxitos (previamente había alcanzado el puesto #53 en marzo de 1991), y logró posicionarse en el #3 en el Reino Unido. Se mantuvo allí por un año entero. La presencia de Craven en la ceremonia de los Premios Brit en 1992 (donde ella ganó el premio a Mejor Nuevo Artista), impulsó a que el disco volviera a ingresar en el top 10 del Reino Unido, específicamente en el puesto #7. Posteriormente, el álbum recibió la certificación de doble platino en el Reino Unido y vendió cerca de 1,2 millones de copias a nivel mundial.

## Lista de canciones
Todas las canciones fueron escritas por Beverley Craven.
1. "Promise Me"
2. "Holding On"
3. "Woman to Woman"
4. "Memories"
5. "Castle in the Clouds"
6. "You're Not the First"
7. "Joey"
8. "Two of a Kind"
9. "I Listen to the Rain"
10. "Missing You"

## Sencillos
Seis sencillos fueron publicados para promocionar el disco. Los primeros cuatro, lanzados en 1990, no ingresaron en las listas de éxitos. Con el exitoso relanzamiento de la canción "Promise Me", los anteriores sencillos fueron relanzados: "Holding On" (julio de 1991), y "Woman To Woman" (octubre de 1991), ambos de los cuales se posicionaron dentro del top 40 en Reino Unido. Un nuevo sencillo, "Memories", fue publicado en diciembre de 1991. En algunos países de Europa también se publicó el sencillo "You're Not The First".
- "Promise Me" (1990/1991) RU#3
- "Joey" (1990)
- "Woman To Woman" (1990/1991) RU#40
- "Holding On" (1990/1991) RU#32
- "You're Not the First" (1991)
- "Memories" (1991) RU#68

## Personal
- Producido por Paul Samwell-Smith
- Ingeniería por Barry Hammond (6, 7) y Toby Alington (5, 9)
- Mezclado por Frank Filipetti (1-4, 8, 10) y Toby Alington (5, 9)
- Diseño y Dirección de Arte por The Leisure Process
- Fotografía por Graeme Richardson
- Grabado en Chipping Norton Studios

- Datos: Q2892610